# Chiry-Ourscamp
Chiry-Ourscamp är en kommun i departementet Oise i regionen Hauts-de-France i norra Frankrike. Kommunen ligger i kantonen Ribécourt-Dreslincourt som tillhör arrondissementet Compiègne. År 2022 hade Chiry-Ourscamp 1 109 invånare.

## Befolkningsutveckling
Antalet invånare i kommunen Chiry-Ourscamp
| Referens: INSEE |